# Raoul De Keyser
Raoul De Keyser (ur. 29 sierpnia 1930 w Deinze, zm. 6 października 2012 tamże) – belgijski malarz.

## Wybrane dzieła
- Closerie I (Berliner Ensemble) (1998)
- Retour 2 (1999)
- Come On, Play It Again Number 4 (2001)
- Surplace nr.2 (2002)
- Traum (2006)
- Icebirds (2007)